# هجوم عيلي 2024
هجوم عيلي 2024 هو هجوم مسلح وقع في 29 فبراير 2024 واستهدف عدداً من الإسرائيليين عند محطة وقود بالقرب من مستوطنة عيلي جنوب محافظة نابلس.

## الهجوم
وقع الهجوم مساء الخميس عندما فتح فلسطيني النار على إسرائيليين في محطة وقود. مما أدى إلى مقتل اثنين، يتسحاق زيغر (57 عاماً) وأوريا هرتوم (16 عاماً) ثم قُتل المهاجم بنيران مستوطن صاحب مطعم في موقع الهجوم. أعلن جهاز الأمن العام (الشاباك) أن منفذ الهجوم يُدعى محمد مناصرة (31 عاماً)، شُرطي في السلطة الفلسطينية، من مخيم قلنديا بالضفة الغربية وسبق أن اعتُقل بين 2018 و2019 بتهم تتعلق بالأسلحة.